# Quatre captifs
Les quatre captifs (hébreu : ארבעת השבויים, arba'at hashvouïm) sont quatre savants juifs qui, selon une tradition rapportée dans le Sefer HaQabbala par le Rav Abraham ibn Dawd (le Raabad I), auraient été capturés par des pirates vers la fin de la période des Gueonim, dans la seconde moitié du Xe siècle, avant d'être rachetés par différentes communautés juives, faisant de celles-ci les centres de savoir cardinaux du monde juif.
D'après de nombreux chercheurs, le récit ne rapporte pas fidèlement la réalité des choses ; certains vont jusqu'à dire qu'il ne s'agit que d'un mythe étiologique pour expliquer l'importance croissante de ces centres, qui se seraient développés selon un processus progressif et continu, et non brusquement avec l'arrivée des quatre captifs. D'autres considèrent que s'ils jouèrent un rôle important, les centres grandissaient déjà en influence avant leur arrivée.

## Le récit duRaabad
Quatre étudiants de l'académie talmudique de Soura, Rabbi Moshe, accompagné de son épouse et de leur jeune fils Hanokh, Rabbi Houshiel, Rabbi Shemarya et un quatrième dont le nom n'est pas mentionné, effectuent un voyage afin de lever des fonds pour la dot d'une mariée (hakhnassat kalla). Partis de Bari, leur bateau est capturé par celui de l'amiral Ibn Roumahis (ou Ibn Demahin), battant drapeau du calife omeyyade Abd al-Rahman III, dirigeant de Cordoue. Il ne tarde pas à avoir des vues sur la jeune et belle épouse de Moshe, qui préfère périr dans les flots.

Ibn Roumahis, qui connaît la valeur de ses prisonniers et l'importance des sommes que les communautés juives sont prêtes à débourser pour rédimer l'un des leurs tombés en esclavage, fait ensuite route vers différents ports du bassin méditerranéen, où chaque savant est racheté par une communauté : Rabbi Shemarya par celle d'Alexandrie, Rabbi Houshiel par celle de Kairouan, Rabbi Moshe et son fils par celle de Cordoue ; la communauté qui rachète le quatrième prisonnier n'est pas connue. Les anciens prisonniers s'illustrent rapidement dans leurs terres d'accueil, et ne tardent pas à être placés à la tête de celles-ci : Rabbi Shemarya devient le grand rabbin du Caire, et l'autorité principale des Juifs d'Égypte, Rabbi Houshiel le directeur du centre d'études de la communauté juive de Kairouan, et Rabbi Moshe celui de la communauté de Cordoue.

## Analyse scientifique

### Critiques du récit
Le Sefer Hakabbala demeure jusqu'au XIXe siècle l'une des sources principales pour l'historiographie juive traditionnelle. Cependant, avec la naissance de l'historiographie moderne, représentée par les adeptes de la Wissenschaft des Judentums, plusieurs difficultés et contradictions sont pointées dans le texte.

La première porte sur la datation des évènements : le Raabad indique l'année hébraïque 4750 (990 de l'ère commune), alors qu'Abd al-Rahman a régné sur Cordoue de 912 à 961. Isaac Halevy Rabinowitz (en) suggère une erreur de copiste, תש"נ (tasha'n 4750) devant se lire תש"כ (tasha'kh 4720).

Une dispute a aussi opposé les savants sur l'endroit d'où partent les captifs. Bien que le Raabad indique l'État de Bari (מדינת בארי), Heinrich Graetz, suivi par Isaac Hirsch Weiss, est d'opinion que ces sages venaient de Babylonie, et que le but de leur voyage n'était pas de lever de fonds pour la dot d'une mariée, mais pour le maintien de leur académie, les académies talmudiques babyloniennes étant surnommées en araméen kalla (assemblée). J.L. Rapoport et Isaac Halévy maintiennent cependant qu'il s'agit bien de Bari, sise dans la région des Pouilles du nord de l'Italie, second port en importance du pays après celui de Naples.
Quant à l'identité du quatrième savant, I. Halévy pense qu'il n'est autre que Hanokh ben Moshe, encore enfant à cette époque, mais qui succéda plus tard à son père à la tête de l'académie de Cordoue. Graetz suppose qu'il s'agit de Nathan HaBavli, mais sa source est une citation fautive des Youḥassin d'Abraham Zacuto, dans laquelle Nathan ben Yehiel de Rome, l'auteur de l'Aroukh, est appelé « Nathan haBavli de Narbonne. »

### Critiques de la réalité du récit

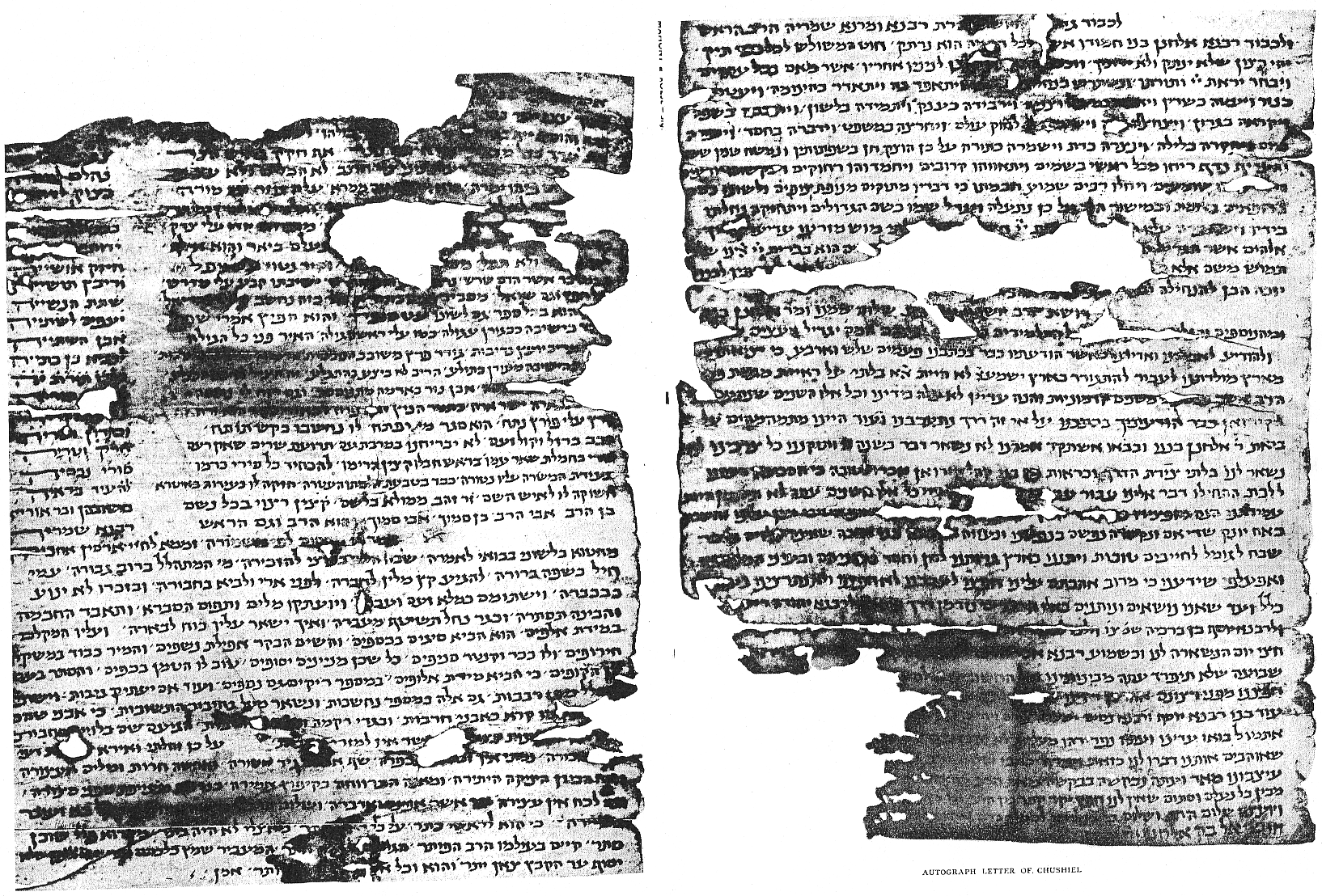
Le manuscrit autographe de Houshiel ben Elhanan, découvert par Solomon Schechter dans la Guéniza du Caire.

L'étude systématique des documents retrouvés dans la Guéniza du Caire (un entrepôt de documents mis au rebut dans une pièce de la synagogue Ben Ezra) permet à Solomon Schechter de découvrir une lettre autographe de Houshiel, adressée à Shemarya ben Elhanan, grand rabbin du Caire, censé avoir été capturé en même temps que Houshiel. Cette missive semble indiquer que Houshiel était simplement parti rendre visite à des amis en pays musulmans, et qu'il a été retenu par la communauté de Kairouan. Les termes qu'il utilise le font par ailleurs provenir d'Italie, ce qui est confirmé par une autre lettre de son fils Hananel à un parent de Bari, tandis que Shemarya est mentionné dans un responsum de Sherira Gaon comme un directeur académique babylonien influent. Par ailleurs, la lettre de Houshiel suggère que les évènements se sont produits vers 1005 -1007, et non 990, ce qui rend la chronologie du récit encore moins vraisemblable. Schechter en conclut que le récit d’Abraham ibn Dawd ne serait par conséquent qu'un mythe étiologique, visant à expliquer le déplacement des centres d'études du Talmud de la Babylonie vers l'Afrique du Nord et l'Espagne.
Cette conclusion a été généralement acceptée par les savants de la Wissenschaft des Judentums et des mouvements qui la prolongent ; elle est en revanche contestée par des historiens plus proches du judaïsme orthodoxe, comme Isaac Halévy. Moshe Gil propose une conciliation entre les dates : les quatre savants auraient fait route vers le Maghreb lorsqu'ils ont été capturés ; Houshiel serait, après son rachat, reparti en Italie, et revenu à Kairouan quelque quarante ans plus tard.

### La contribution des savants au développement des centres
La contribution des savants au développement des centres périphériques du judaïsme serait, selon le récit du Raabad, cruciale, ces centres semblant avoir été pratiquement inexistants avant eux.
En réalité, ces centres avaient déjà acquis une certaine importance, bien avant l'arrivée supposée des quatre captifs : Saadia Gaon était natif d'Égypte et y avait formé des étudiants ; son compatriote Isaac Israeli ben Salomon s'était établi à Kairouan, et avait lui aussi formé des disciples, dont Dounash ibn Tamim ; Jacob ben Nissim ibn Shahin y dirigeait un centre déjà florissant ; quant à l'Espagne, Hasdaï ibn Shaprout subsidiait déjà, avant Moshe ben Hanokh, Menahem ben Sarouq et Dounash ben Labrat ; les responsa de Natronaï Gaon et Amram Gaon adressés aux communautés juives d'Espagne, du IXe siècle, contiennent des épithètes élogieux pour les savants des académies locales.
Cependant, cet état de fait, bien qu'éludé par le Raabad, ne remet pas en cause l'importance des savants. Rabbi Moshe, Rabbi Shemarya et Rabbi Houshiel furent des personnalités centrales dans leurs terres d'accueil respectives. Ce dernier intègre même le Talmud de Jérusalem au cursus des étudiants, lui redonnant une importance comme source d'études que les Gueonim de Babylonie, y compris Sherira Gaon et Haï Gaon qui le citent à de multiples reprises dans leurs responsa, avaient eu tendance à lui faire perdre.
Pour Isaac Halévy, la plus importante contribution des quatre captifs fut de rendre ces centres, tout aussi importants soient-ils, moins dépendants des académies babyloniennes. Les savants d'Italie, dont Houshiel est originaire, n'étaient en effet pas en contact permanent avec les Gueonim, et avaient appris à rendre des arrêts basés sur leurs propres recherches talmudiques. Arrivés en Espagne, ils répandirent leurs méthodes de clarification des points de discussion talmudique, qui étaient autrefois considérées comme l'apanage des seuls Gueonim.

Ces arguments semblent confirmés par les études des changements liturgiques survenus en Espagne et au Maghreb : par exemple, les communautés espagnoles ne récitaient pas, lors de la prière individuelle de l'office de Moussaf de Roch Hachana les bénédictions de malkhouyot, zikhronot et shofrot, et seul l'officiant les disait lors de la répétition de la prière, tandis que les communautés ashkénazes, de Rhénanie et du nord de la France, ainsi que les communautés italiennes les récitaient, tant lors de la prière silencieuse individuelle que lors de la prière collective. Cette coutume semble avoir disparu à une période correspondant à l'arrivée de Moshe ben Hanokh en Espagne.
Le récit des quatre captifs peut encore être compris à la lumière des évènements contemporains : les Omeyyades, détrônés au Moyen Orient par les Abbassides, érigent un royaume personnel en Espagne. La dynastie chiite des Fatimides est quant à elle fondée à Kairouan au Xe siècle. Les troubles politiques dans le monde musulman qui en résultent pousse les communautés juives à s'affranchir du centre babylonien. Outre la distance, et l'enrichissement de ces communautés, de nombreux savants quittent l'Irak et l'Égypte pour l'Espagne et le Maghreb, rejoints par des rabbins italiens. Bien que le prestige des académies babyloniennes n'en soit pas atteint, de nombreux rabbins maghrébins rédigent leurs propres responsa, privant les académies des subsides qui accompagnent les questions qui leur sont posées.

Le récit des quatre captifs serait, dans ces conditions, l'expression littéraire d'une tendance à l'indépendance des communautés périphériques, qui se réalise, contrairement à ce qu'en dit le Sefer Hakabbala, sur des décennies (voire des siècles) de façon progressive, mais apparaît de façon nette lorsque le monde semble graviter, non plus autour de Babylone, mais de ces quatre rabbins, chacun semblant être l'autorité suprême en son pays.